# Der eiserne Besen (Album)
Der eiserne Besen ist das fünfte Musikalbum des Leipziger Rappers Morlockk Dilemma. Es erschien am 1. Mai 2010 über das Label Spoken View.
Das Album gilt als Mixtape, da sich ungewöhnlich viele Tracks (37) auf dem Album befinden, die jeweils relativ kurz sind.
Gäste (Features) auf dem Album sind: Ruffkidd, Hiob, Goretex, JAW, Absztrakkt, Damion Davis, Retrogott, Acid Rain, Gory Gore, Audio88 & Yassin. Außerdem gibt es auf dem Track "Immer wenn ich rhyme" einen Gruß von Kool Savas.
Beats wurden, unter anderen, von folgenden Künstlern produziert: DJ D-fekt, Hulk Hodn, Dexter, Suff Daddy, Mortn Neo, Hieronymuz, Hubert Daviz, Gory Gore, Die Anomali und Morlockk Dilemma selbst.

## Hintergrund
Der Titel des Albums ist eine Allegorie und bezieht sich auf die prognostizierte Wirkung bzw. Intention: mit einem Besen mit eisernen Borsten „wird der Unrat aus den staubigen Ecken gefegt“.
Der Titel lässt außerhalb seiner Bedeutung kontrovers einstufen: Vergleiche zur antisemitischen Zeitung Der eiserne Besen lassen sich ziehen. Der Titel ist aber nicht bewusst darauf bezogen. Der Rapper äußert sich selbst dazu wie folgt: „P.S.: Vergleiche mit gleichnamigen Magazinen aus der bösen Zeit sind absurd und hanebüchen. Schämt Euch!“. Er äußert sich ebenfalls im Interview mit dem Splash-Magazin zu dem Titel. Dabei lehnt er jeden Bezug zum österreichischen Magazin ab und verweist auf den alltäglichen Gebrauch der Floskel.

## Stil
Der Stil des Albums folgt den vergangenen Alben Morlockk Dilemmas. Melodische, teils düstere Beats untermalen die schnelle hohe Sprechstimme des Rappers. Betrachtet man jedoch die Texte, so präsentiert sich dem Hörer ein, gemessen am Œuvre gänzlich anderes Bild: ausnahmslos aggressive Battletexte seitens Dilemmas. Auch einige Parts der Gäste auf dem Mixtape sind im Stile des Battleraps.

## Titelliste
| #  | Titel                                         | Feature(s)          | Produzent                     | Titellänge |
| -- | --------------------------------------------- | ------------------- | ----------------------------- | ---------- |
| 1  | Der Besen stellt sich vor                     |                     |                               | 1:22       |
| 2  | Gold                                          | Ruffkidd und Hiob   |                               | 3:23       |
| 3  | Candylight Dinner                             |                     |                               | 0:56       |
| 4  | Schottenrock                                  |                     |                               | 0:54       |
| 5  | Interlude                                     |                     |                               | 0:50       |
| 6  | Acht auf dein' Mund                           | Goretex             |                               | 2:59       |
| 7  | Straßenfeger Interlude                        |                     |                               | 1:41       |
| 8  | Flokatiteppich                                | JAW und Hiob        | Morlockk Dilemma & Hieronymuz | 2:44       |
| 9  | Das heitere Elend                             | Gory Gore           | Gory Gore                     | 2:34       |
| 10 | Memory Interlude                              |                     |                               | 1:06       |
| 11 | Goethe                                        | Absztrakkt und Hiob |                               | 2:19       |
| 12 | Lass mich geh’n                               |                     |                               | 2:18       |
| 13 | Gewalt oder Sex                               |                     |                               | 1:23       |
| 14 | Nelson Mandela                                |                     |                               | 0:54       |
| 15 | Tannzapfen                                    |                     | Hulk Hodn                     | 0:46       |
| 16 | Colin-Fernandez-und-die-Zauberbohne-Interlude |                     |                               | 0:48       |
| 17 | Nachtrag (Remix)                              |                     |                               | 4:36       |
| 18 | Ascona                                        |                     |                               | 3:16       |
| 19 | Schwarze Nelken                               | Damion Davis        |                               | 2:45       |
| 20 | Instrumental ohne Titel                       |                     |                               | 0:59       |
| 21 | Respektzoller                                 | JAW                 |                               | 2:41       |
| 22 | Instrumental ohne Titel #2                    |                     |                               | 0:44       |
| 23 | Außer Besen nichts gewesen                    | Audio88 & Yassin    |                               | 3:01       |
| 24 | Schellen                                      |                     | Dexter                        | 1:28       |
| 25 | Elefant                                       |                     | Suff Daddy                    | 2:10       |
| 26 | Stirnbieten                                   |                     | Mortn Neo                     | 1:02       |
| 27 | Die Farbe schlecht                            | Retrogott           | Hubert Daviz                  | 3:04       |
| 28 | Leipzig sehen und sterben Interlude           |                     |                               | 0:48       |
| 29 | Niemand (Remix)                               | JAW                 |                               | 2:38       |
| 30 | Immer wenn ich rhyme                          |                     |                               | 1:05       |
| 31 | Bud Pils                                      |                     |                               | 0:57       |
| 32 | Heimvorteil                                   |                     |                               | 1:47       |
| 33 | Journaille Interlude                          |                     |                               | 0:55       |
| 34 | Stop Bitching (Remix)                         | Ruffkidd            |                               | 3:27       |
| 35 | Frauenzimmer Interlude                        |                     |                               | 1:10       |
| 36 | Untergrundrap                                 | Acid Rain           | Die Anomali                   | 3:30       |
| 37 | Der Besen zieht von dannen                    |                     |                               | 1:43       |

Der Titel Untergrundrap basiert auf einem Sample aus dem ersten Satz des 3. Brandenburgischen Konzerts von Bach. Diese Version ist von der Bach-Interpretin Wendy Carlos und auf ihrem Album Switched-On Bach 1968 erschienen.
Es gibt drei „Wordcuts“ auf dem Album: Torch mit „es dreht sich doch nur alles um Gewalt oder Sex“ (Track 13, Gewalt oder Sex, 0:53), Samy Deluxe mit „bitte lass es mich nochmal hör’n“ (Track 5, Interlude, 0:10) und Kool Savas mit einem Cut aus dem Track LMS: „was geht mit euch, alle Emcees …“ (Track 12, Lass mich geh’n, 2:12).

## Kritik
Für das Splash-Magazin „[…] ist zwar alles inhaltlich leider nicht durchgehend auf dem höchsten Dilemma-Niveau, aber durchaus in der Lage, den Deutschrap-Mixtape-Thron zu besteigen und alle anderen Anwärter zerstückelt zurückzulassen“. Ferner werden die Features gelobt.
Rap.de lobt die Rap-Fähigkeiten Morlockk Dilemmas, denn jene „sichert[en] den Langzeitspaß an der CD, da man sie sich erschließen muss und nicht nach zweimaligen Durchspielen alles tot gehört hat“. Jedoch wird auch betont, dass die Themen in Kombination mit dem schnellen Rapstil schnell zu Genervtheit führen könnten.
Positiv wird das Album auch auf rappers.in bewertet: „Der Besen fegt durchs Land … Dazu kann ich eigentlich nur noch sagen, dass mir Aufräumen selten einen derartigen Genuss bereitet hat“.
Das Album bekam überwiegend gute Kritiken, jedoch fand es sehr unterschiedlich hohe Beachtung innerhalb der Journalisten. So war es für einige Hip-Hop-Redakteure eines der besten Alben im Jahre 2010, bei anderen wurde es in der Jahresbestenliste nicht erwähnt.

## Fortsetzung
2015 erschien eine Fortsetzung mit dem Titel Der eiserne Besen II. Mit dabei sind Features u. a. von Hiob, Karate Andi, Edgar Wasser, Retrogott, Audio88 & Yassin, Absztrakkt, Sylabil Spill und Warpath.